# Tatiana Stetsenko
Tatiana Stetsenko (ryska: Татьяна Стеценко), född Tetiana Bunjak (ukrainska: Тетяна Буняк) den 7 februari 1957 i Plesetske i Ukrainska SSR i Sovjetunionen (nu Ukraina), är en sovjetisk roddare.
Hon tog OS-silver i åtta med styrman i samband med de olympiska roddtävlingarna 1980 i Moskva.